# This Wasn’t Meant for You Anyway
This Wasn’t Meant for You Anyway — второй студийный альбом английской певицы и автора песен Лолы Янг, изданный 21 июня 2024 года на лейбле Island Records. Он следует за её дебютным альбомом 2023 года My Mind Wanders and Sometimes Leaves Completely.

## Отзывы
| Совокупная оценка | Совокупная оценка |
| Источник          | Оценка            |
| ----------------- | ----------------- |
| Metacritic        | 91/100            |
| Оценки критиков   |                   |
| Источник          | Оценка            |
| The Guardian      | [ 3 ]             |
| NME               | [ 4 ]             |
| AllMusic          | без оценки        |

По данным агрегатора рецензий Metacritic, This Wasn’t Meant for You Anyway получил «всеобщее одобрение» на основе средневзвешенной оценки 91 из 100 баллов из нескольких оценок критиков.
В The Guardian написали про альбом, что это «выигрышная смесь острот и уязвимости», а «Восходящая звезда охватывает все основы поп-музыки с освежающим потёртым шармом. Но как бы ни была сильна личность Янг, стилистически трек-лист разбросан по всему миру. В „Big Brown Eyes“ есть регги-сканк, а в „Good Books“ — Florence + the Machine. В совокупности это не дает сплоченности. Но „беспорядок“ — это состояние, которое Янг знает досконально. И хотя у нее, несомненно, есть вокальные данные, чтобы пойти по пути более гладкой дивы, именно эта потертая живость делает ее такой освежающей».
Софи Уильямс в своей 5-звездной рецензии в NME отметила, что «Яростные, смешные и напористые песни Лолы Янг наполнены запредельными эмоциями, 23-летняя певица набралась смелости и наконец-то приняла все, что может предложить. Первый полноформатный альбом Янг This Wasn’t Meant For You Anyway отличается авторским подходом к производству: роскошные соул-сеты соседствуют с сырыми, царапающими инди-мелодиями. В этой коллекции чувствуется и сила, и страдание. Или, как выразился один из комментаторов в Instagram, это музыка, которая может заставить слушателя „захотеть поднять холодильник и бросить его“»

## Список композиций
| №                   | Название             | Автор(ы)                                                                    | Продюсеры                                        | Длительность |
| ------------------- | -------------------- | --------------------------------------------------------------------------- | ------------------------------------------------ | ------------ |
| 1.                  | «Good Books»         | Лола Янг William Brown Conor Dickinson Carter Lang Buddy Ross Jared Solomon | Buddy Ross Carter Lang Solomonophonic Manuka [a] | 4:14         |
| 2.                  | «Wish You Were Dead» | Young Brown Dickinson Solomon Matt Zara                                     | Matt Zara Solomonophonic Manuka                  | 3:14         |
| 3.                  | «Big Brown Eyes»     | Young Brown Dickinson Solomon                                               | Solomonophonic Manuka                            | 3:38         |
| 4.                  | «Conceited»          | Young Brown Dickinson Solomon                                               | Solomonophonic Manuka [a]                        | 3:59         |
| 5.                  | «Messy»              | Young Dickinson                                                             | Lang Monsune Solomonophonic Manuka               | 4:44         |
| 6.                  | «Walk on By»         | Young Brown Dickinson Solomon                                               | Solomonophonic Manuka                            | 3:34         |
| 7.                  | «You Noticed»        | Young Brown Dickinson Solomon                                               | Solomonophonic Manuka                            | 4:30         |
| 8.                  | «Crush»              | Young Brown Dickinson Lang Solomon                                          | Solomonophonic Manuka                            | 3:46         |
| 9.                  | «Fuck»               | Young Brown Dickinson Solomon                                               | Solomonophonic Manuka [a]                        | 2:44         |
| 10.                 | «Intrusive Thoughts» | Young Cass Lowe                                                             | Solomonophonic Cass Lowe                         | 2:31         |
| 11.                 | «Outro»              | Young                                                                       | Young                                            | 1:13         |
| Общая длительность: | Общая длительность:  | Общая длительность:                                                         | Общая длительность:                              | 38:07        |

Замечание
- ↑  дополнительный продюсер

## Чарты
| Чарт (2024—2025)                              | Высшая позиция |
| --------------------------------------------- | -------------- |
| Австрия (Ö3 Austria)                          | 43             |
| Бельгия/Фландрия (Ultratop)                   | 25             |
| Бельгия/Валлония (Ultratop)                   | 27             |
| Канада Canadian Albums (Billboard)            | 38             |
| Дания (Hitlisten)                             | 28             |
| Нидерланды (Album Top 100)                    | 12             |
| Франция (SNEP)                                | 41             |
| Франция Rock & Metal Albums (SNEP)            | 3              |
| Германия (Offizielle Top 100)                 | 12             |
| Шотландия (Scottish Albums Chart)             | 6              |
| Швейцария (Schweizer Hitparade)               | 53             |
| Великобритания (UK Albums Chart)              | 16             |
| США Billboard 200                             | 64             |
| США Top Rock & Alternative Albums (Billboard) | 8              |